# Bruno Galli-Valerio

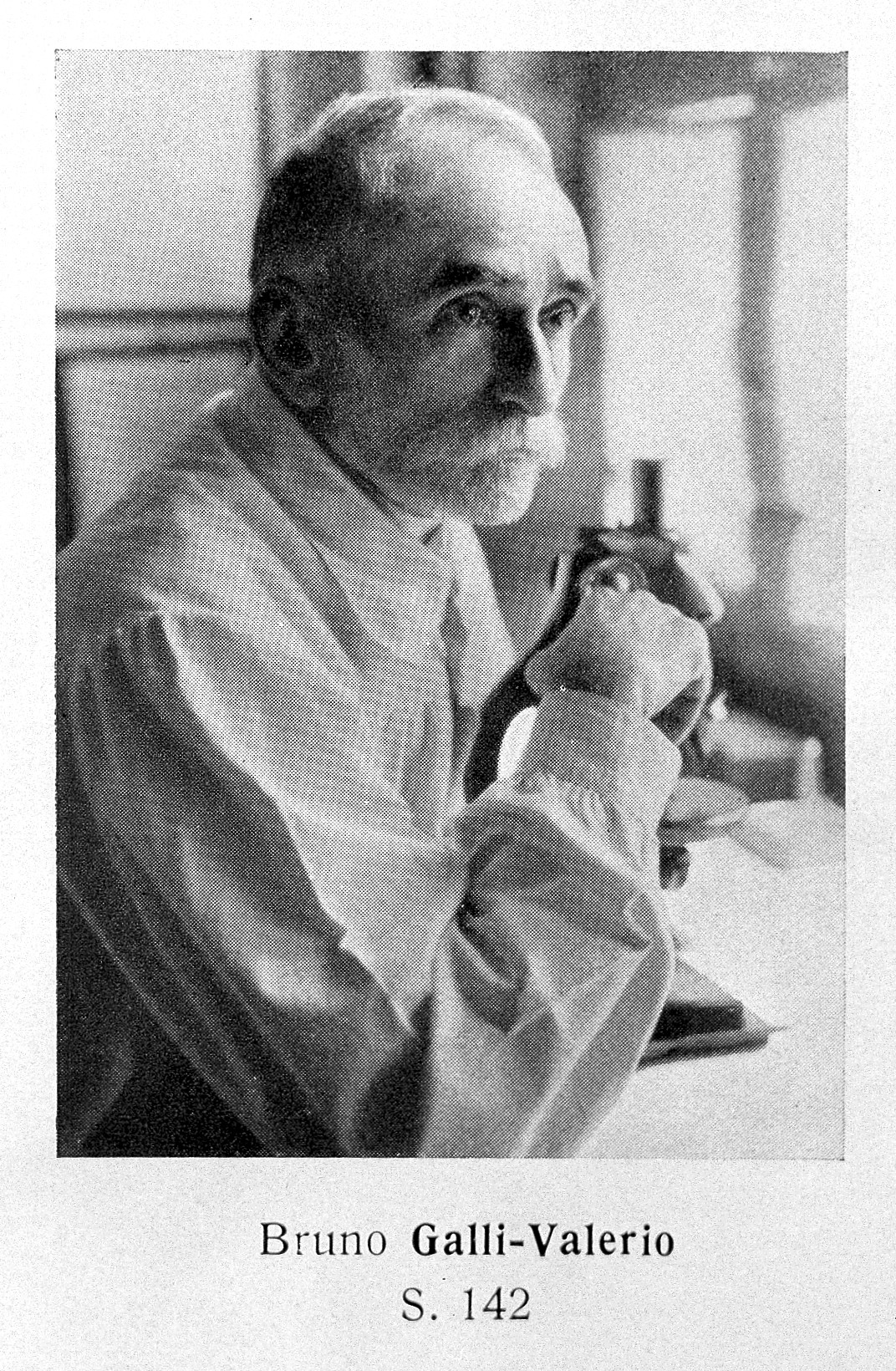
Bruno Galli-Valerio (undatiert)

Bruno Galli-Valerio (* 4. April 1867 in Lecco, Lombardei; † 12. April 1943 in Lausanne, Schweiz) war ein italienischer Mikrobiologe und Hochschullehrer.

## Familie
Bruno Galli-Valerio war der Sohn des Finanzbeamten Ambrogio Galli und dessen Ehefrau Emilia geb. Valerio. Er hatte eine Schwester und blieb zeitlebens ledig.

## Karriere und Werk
1890 schloss er sein Studium der Veterinärmedizin an der Universität Mailand ab. Zwei Jahre später schloss er in Lausanne das Studium der Humanmedizin mit Promotion ab. Von 1892 bis 1897 war er Privatdozent für allg. Pathologie und Parasitologie in Mailand. 1897 wurde er zum Professor für allgemeine Pathologie an der veterinärmedizinischen Fakultät in Mailand ernannt. Ein Jahr später wechselte er als außerordentlicher Professor für Bakteriologie an die Universität Lausanne. Dort wurde er dann 1904 ordentlicher Professor für Hygiene und Parasitologie. Diese Position behielt er bis zu seiner Emeritierung 1938.
Von 1897 bis 1938 war er zudem Direktor des Labors für Bakteriologie, experimentelle Pathologie und Hygiene an der Universität Lausanne.
Neben seinen wissenschaftlichen Publikationen verfasste Galli-Valerio auch Schriften über Alpinismus und Politik. Darin vertrat er eine antifaschistische und sozialistische Einstellung.
Er veröffentlichte über 450 Arbeiten über Parasitologie, Bakteriologie, Hygiene, Zoologie und Botanik. 1922 entdeckte er beispielsweise den Parasiten Eimeria sciurorum und 1929 Echinorhynchus myoxi. 
Als Galli-Valerio 1943 starb, war der Alleinerbe der Kanton Waadt, damit dieser ein Institut zur Erforschung der Krankheiten von Haus- und Nutztieren gründet. Am 30. Juni 1944 genehmigte der Kantonsrat die Satzung der Fondation Bruno Galli-Valerio. Im Jahr 1950 wurde der Bau des Gebäudes für das Institut vétérinaire et laboratoire de recherches Galli-Valerio fertiggestellt.

## Ehrungen
- 1934 wurde Bruno Galli-Valerio zum Mitglied der Leopoldina gewählt.[4]